# Claude Hêche

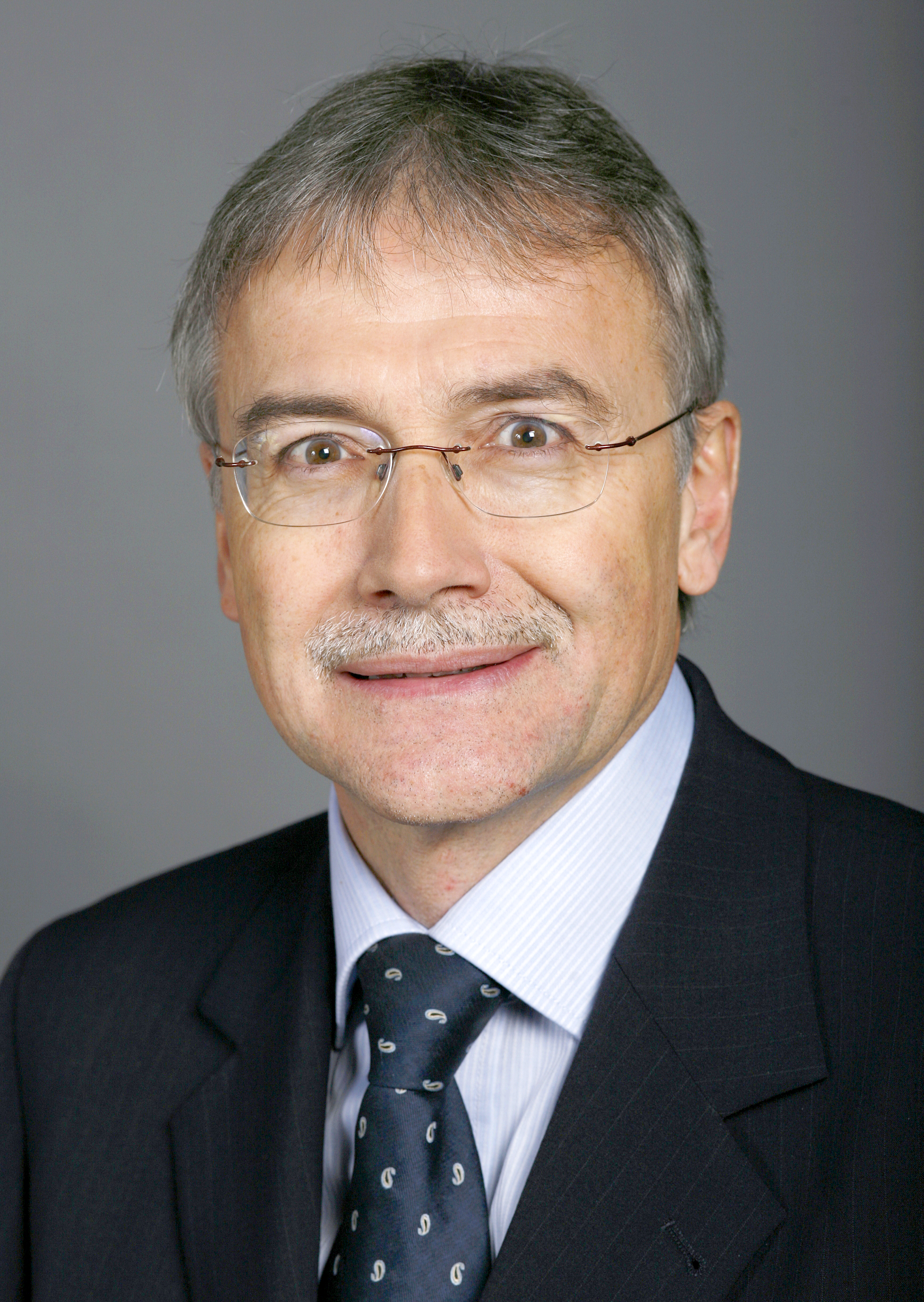
Claude Hêche (2007)

Claude Hêche (* 20. Dezember 1952 in Pruntrut, heimatberechtigt in Cornol) ist ein Schweizer Politiker (SP).

## Biografie
Hêche begann seine politische Laufbahn 1983 im Parlament des Kantons Jura. 1985 wurde er Mitglied des Gemeinderats von Courroux und amtierte dort von 1988 bis 1994 als Bürgermeister. 1995 wurde er Regierungsrat, was er bis 2006 blieb.
Seit seiner Wahl 2007 sass Claude Hêche im Ständerat. Dort war er Mitglied der Geschäftsprüfungskommission, der Sicherheitspolitischen Kommission, der Kommission für Verkehr und Fernmeldewesen und der Staatspolitischen Kommission. 2011 und 2015 wurde er wiedergewählt. Zu Beginn der Wintersession 2012 wurde er am 26. November 2012 für ein Jahr zum zweiten Vizepräsidenten des Ständerats gewählt, zu Beginn der Wintersession 2013 für ein Jahr zum ersten Vizepräsidenten. Im Amtsjahr 2014/15 war Hêche Ständeratspräsident. Aufgrund einer kantonalen Amtszeitbeschränkung konnte er bei den Wahlen 2019 nicht mehr kandidieren und trat zurück.
Hêche ist von Beruf Bauzeichner und lebt in Courroux. Er ist verwitwet und hat zwei Kinder.